# Raegill Burn
Der Raegill Burn ist ein Wasserlauf in Dumfries and Galloway. Er entsteht im Südwesten des Tinnis Hill und fließt in südwestlicher Richtung bis zu seiner Mündung in das Tarras Water.